# Never Be the Same
«Never Be the Same»  es una canción de la cantante cubanomexicana Camila Cabello. La canción fue lanzada a la venta el 7 de diciembre de 2017 convirtiéndose en el segundo sencillo del álbum Camila lanzado en enero de 2018. El sencillo fue escrito por Cabello junto a Adam Feeney, Leo Rami Dawod, Jacob Ludwig Olofsson, Noonie Bao y Sasha Sloan. El 27 de abril se lanzó una versión a dúo con el cantante country Kane Brown.

## Composición
«Never Be the Same» es una balada de mid-temp que contiene ritmos de R&B. Líricamente, incorpora temas de un tipo de amor donde el dolor es placer. Cabello canta sobre un adictivo amor en «Never Be the Same», cantando en el coro «It's you, babe/ And I'm a sucker for the way that you move, babe/ And I could try to run, but it would be useless/ You're to blame/ Just one hit, you will know I'll never ever, ever be the same.»

## Interpretaciones en vivo
El 25 de junio de 2017, Cabello presentó «Never Be the Same» junto a los temas «Havana» y «OMG» en el festival B96 Summer Bash. El tema fue interpretado entre julio y septiembre de 2017, en la gira  24K Magic World Tour del cantante estadounidense Bruno Mars, donde Cabello se encontraba como telonera.
El 4 de noviembre el tema fue interpretado como parte de la lista de canciones de su presentación en el concierto iHeart Radio Fiesta Latina. Además, el tema se incluyó en el setlist de sus presentaciones como parte de los conciertos KIIS-FM Jingle Ball 2017, presentándose del 28 de noviembre al 17 de diciembre, en Dallas, San José, Minneapolis, Nueva York, Boston, Washington,  Chicago, Atlanta, Tampa y Miami.
El 11 de enero, antes del lanzamiento de su álbum debut, Cabello interpretó el sencillo por primera vez en la televisión en el programa estadounidense The Tonight Show Starring Jimmy Fallon. Al día siguiente interpretó nuevamente el sencillo en el programa Good Morning America.
El 18 de febrero de 2018 interpretó nuevamente el sencillo en la décima temporada del programa Dancing on ice durante su visita promocional en Londres. El 21 de marzo de 2018 interpretó nuevamente el sencillo en el programa The Ellen DeGeneres Show. El 19 de junio de 2018 durante su visita en París, Francia, Cabello interpretó el tema en el programa francés Quotidien. El mismo día también se presentó en la radio NRJ Hit Music Only en el "Le Rico Show" donde interpretó una versión acústica del sencillo además de otros temas de su álbum como «Consequences».

## Recepción comercial
La canción impactó la radio el 9 de enero de 2018, pero debido a su éxito en el lanzamiento como un sencillo promocional, ya había entrado en el top 40 en la lista Mainstream Top 40 de Billboard. La canción ingresó en el número 61 de la lista Billboard Hot 100 en los Estados Unidos como el debut más grande de la semana con 30 000 copias vendidas y 6,1 millones de streams en su primera semana de lanzamiento. «Never Be the Same» cayó al número 98 en su segunda semana en el Hot 100, debido al bajo impacto de radio; la canción, sin embargo, fue enviada a la radio el 9 de enero de 2018. Luego del lanzamiento del álbum, el cual debutó en el número 1 de la lista Billboard 200, y con «Havana» en el número 1 del Billboard Hot 100, «Never Be The Same» subió 35 lugares en una semana, lográndose ubicar en el puesto 30. La canción salió de la lista a la semana siguiente, sin embargo, luego reingresó en el número 71, luego del estreno del video musical no oficial publicado en el canal personal de YouTube de Cabello.

## Video musical
El 29 de diciembre de 2017 se lanzó un video musical no oficial del sencillo. El video es un montaje de metraje real, que incluye la infancia, niñez y adolescencia de Cabello.[cita requerida] Incluye principalmente imágenes de momentos que tuvo en 2017, como la recepción de premios en los 2017 MTV EMAs y Billboard Women in Music, actuando en vivo y también clips de sus videos musicales anteriores, «Crying in the Club» y «Havana».
El 9 de marzo de 2018 se lanzó el video musical oficial del sencillo, fue dirigido por Grant Singer. El video muestra tomas profesionales de Cabello utilizando couture en distintos paisajes modernos, yuxtapuesto con tomas más amateur de la cantante en su habitación de hotel utilizando solo una camisa.

## Posicionamiento en las listas

### Semanales
| País                 | Lista                                   | Mejor posición |
| -------------------- | --------------------------------------- | -------------- |
| Alemania             | Official German Charts                  | 30             |
| Argentina            | Monitor Latino Top Anglo                | 19             |
| Australia            | ARIA                                    | 7              |
| Austria              | Ö3 Austria Top 40                       | 15             |
| Bélgica Flanders     | Ultratip Flanders                       | 1              |
| Bélgica Wallonia     | Ultratip Wallonia                       | 4              |
| Canadá               | Billboard Canadian Hot 100              | 20             |
| Colombia             | National Report Top 100                 | 51             |
| Colombia             | Monitor Latino Top Anglo                | 9              |
| Croacia              | HRT ARC Top 100                         | 1              |
| Dinamarca            | Tracklisten                             | 34             |
| Ecuador              | Monitor Latino Top Anglo                | 8              |
| Ecuador              | National Report Top 100                 | 29             |
| Escocia              | Scottish Singles                        | 3              |
| Eslovaquia           | Singles Digitál Top 100                 | 47             |
| Estados Unidos       | Billboard Adult Top 40                  | 7              |
| Estados Unidos       | Billboard Hot 100                       | 6              |
| Estados Unidos       | Billboard Digital Song Sales            | 5              |
| Estados Unidos       | Billboard Mainstream Top 40             | 1              |
| Estados Unidos       | Billboard Rhythmic                      | 9              |
| España               | PROMUSICAE                              | 38             |
| Francia              | SNEP                                    | 56             |
| Filipinas            | Billboard Philippine Hot 100            | 63             |
| Grecia               | IFPI                                    | 8              |
| Guatemala            | Monitor Latino Top Anglo                | 12             |
| Hungría              | Stream Top 40                           | 9              |
| Irlanda              | IRMA                                    | 6              |
| Italia               | FIMI                                    | 85             |
| Letonia              | Latvijas Top 40                         | 5              |
| Líbano               | The Official Lebanese Top 20            | 9              |
| Malasia              | RIM                                     | 6              |
| México               | Billboard México Inglés Airplay         | 2              |
| México               | Billboard México Airplay                | 28             |
| México               | Monitor Latino Top Anglo                | 3              |
| Noruega              | VG-lista                                | 25             |
| Nueva Zelanda        | Heatseekers Singles (RMNZ)              | 1              |
| Nueva Zelanda        | RMNZ                                    | 8              |
| Países Bajos         | Single Top 100                          | 27             |
| Panamá               | Monitor Latino Top Anglo                | 18             |
| Polonia              | Polish Airplay Top 100                  | 33             |
| Portugal             | AFP                                     | 4              |
| Reino Unido          | UK Singles Chart                        | 7              |
| República Checa      | Singles Digitál Top 100                 | 59             |
| República Dominicana | Monitor Latino Top Anglo                | 6              |
| Singapur             | RIAS                                    | 10             |
| Suecia               | Heatseekers Singles (Sverigetopplistan) | 16             |
| Suecia               | Sverigetopplistan                       | 39             |
| Suiza                | Schweizer Hitparade                     | 23             |
| Venezuela            | Monitor Latino Top Anglo                | 10             |
| Venezuela            | Record Report Top Anglo                 | 4              |

### Certificaciones
| País (organismo certificador) | Ventas     | Certificación |
| ----------------------------- | ---------- | ------------- |
| Australia (ARIA)              | 3x Platino | 210 000       |
| Austria (IFPI)                | Oro        | 15 000        |
| Canadá (Music Canada)         | 3x Platino | 240 000       |
| España (PROMUSICAE)           | Oro        | 20 000        |
| Estados Unidos (RIAA)         | 3x Platino | 3 000         |
| Francia (SNEP)                | Oro        | 100 000       |
| México (AMPROFON)             | 2x Platino | 120 000       |
| Nueva Zelanda (RIANZ)         | Platino    | 30 000        |
| Polonia (ZPAV)                | Oro        | 10 000        |
| Portugal (AFP)                | Oro        | 5000          |
| Reino Unido (BPI)             | Platino    | 600 000       |
| Suecia (GLF)                  | Oro        | 20 000        |
| Suiza (IFPI)                  | Oro        | 10 000        |

## Historial de lanzamiento
| Región         | Fecha                  | Formato                     | Discográfica |
| -------------- | ---------------------- | --------------------------- | ------------ |
|                | 7 de diciembre de 2017 | Descarga digital, streaming | Epic Records |
| Estados Unidos | 9 de enero de 2018     | Radio premiere              | Epic Records |